# 台糖德馬牌內燃機車
台糖德馬牌內燃機車，是台灣糖業公司所擁有的柴液式內燃機車。也是現今台灣糖業鐵路數量最多，分布最廣的內燃機車。

## 概要
臺糖為了提升運輸能量，並淘汰蒸汽機車，向位於德國不來梅的Diepholzer Maschinenfabrik Fritz Schöttler GmbH（迪普霍爾茨機械工廠弗里茨舍特勒爾有限公司，暫譯，該公司建立於1879年，在1924年起開始改以製造小型機關車為主，生產軌距在 450-1067 毫米礦場用的DL系列與DGL系列的小型牽引機車頭，以及標準軌距或寬軌鐵道使用的DVL系列工廠側線調車機，更可依照客戶訂購需求改製，該公司在1993年因財務因素而倒閉。）訂購內燃機車；第一批66輛於1977年製造，編號為101-166；之後再於1979年訂購第二批25輛，編號為167-191。總共91輛。因為製造廠Diepholzer Maschinenfabrik常縮寫為DIEMA，台糖公司就以該縮寫音譯為「德馬牌」。
101-166號機車使用的引擎是德國梅賽德斯-賓士（Mercedes-Benz）的十汽缸OM403V引擎，因為Benz的第一個字母是B，該批機車被稱為「德馬B」；167-191號機車使用美國艾利斯-查默斯（Allis-Chalmers）的六汽缸16000H、17000MKII、21000MKII、25000MKII引擎，因為該廠牌名稱第一個字母是A，則被稱為「德馬A」。
雖然兩批車的輸出功率都是247hp，但德馬B所使用的引擎整體性能較佳。
原廠型號為DFL200/1.0d型，軸配置為三軸式（0-6-0）。

### 外觀差異
德馬B 和德馬A 外觀差異如下：

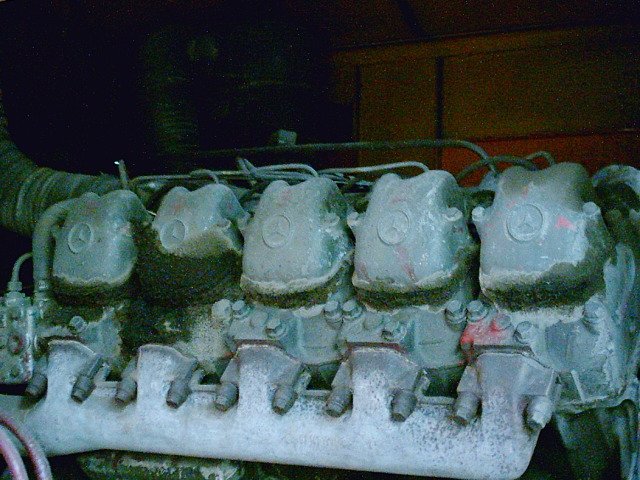
德馬B的Benz OM403V引擎。

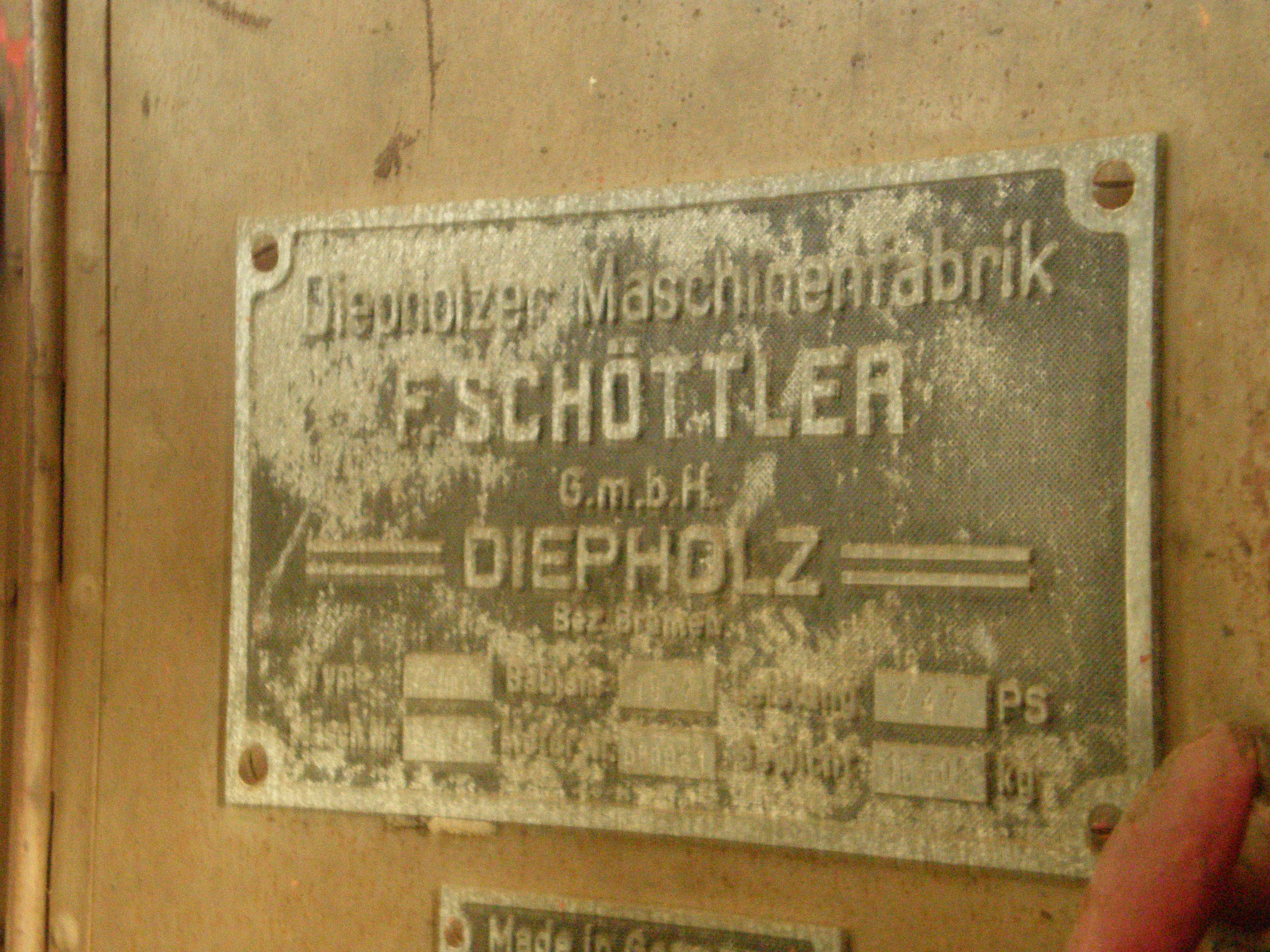
德馬牌機車的製造銘版。

- 德馬B 的風缸外露於動輪旁，德馬A 的內藏於引擎室靠駕駛室處。
- 德馬B 的聯結器為原廠形式，屬多層設計，有五種不同高度可調整；德馬A 則是固定高度。
- 德馬A 的駕駛艙前後裝有遮陽板；德馬B 則無。
- 德馬B 的引擎空氣進氣口較小，形狀像香菇；德馬A 的較大，是扁平鐵餅狀。
- 德馬B 的側邊換氣檢修柵門高度較矮；德馬A 的較高。
- 德馬B 的電瓶艙位於左側前端砂箱旁（各廠者在大小上略有差距）；德馬A 的則置於右側動輪旁（但配屬善化糖廠者則採用兩臺電瓶串接）。
- 德馬B 的駕駛室頂通風柵採用橫向安裝；德馬A 的則為直向安裝。

## 使用情況
- 目前仍有鐵路行駛的糖廠中除了溪湖糖廠以外都可見到德馬牌機車，但已有部分機車已報廢並成為器官車。2022年起部分糖廠開始將德馬B 送至大肚仕佳興業進行優化改造。
- 德馬A只用於蒜頭糖廠、新營糖廠、善化糖廠。善化糖廠現役內燃機車更只有德馬A（但因移倉糖車改公路運輸，目前暫停運用） ，蒜頭糖廠則已於2006年停用德馬A ，現在使用自北港糖廠、南靖糖廠轉配之德馬B。
- 原配屬新營糖廠的174、182及187號三輛機車於仙草埔線營運中晚期轉至烏樹林糖廠，用於牽引該線列車。
- 虎尾糖廠、南州糖廠、北港糖廠、南靖糖廠、佳里糖廠、麻豆糖廠只使用德馬B ，南州糖廠德馬B已全數移撥至橋頭糖廠 ，南靖糖廠德馬B已全數移撥至其他糖廠，佳里糖廠之德馬B 多數已轉移至新營糖廠，北港糖廠仍保留部分德馬B ，但狀況皆不佳。
- 原配屬於善化糖廠的175號機車已於2004年4月19日送到英國威爾斯的韋爾什普爾與蘭菲爾窄軌鐵路（Welshpool and Llanfair Light Railway）動態運轉。停放於蘭韋爾卡蘭永車站（英语：Llanfair Caereinion railway station）（Llanfair Caereinion）。
- 原配屬於善化糖廠的185號機車已於2005年送到法國波尔多附近圣吉龙代盖维韦的Chemin de Fer de Gautret私人鐵路動態運轉。

## 圖片集

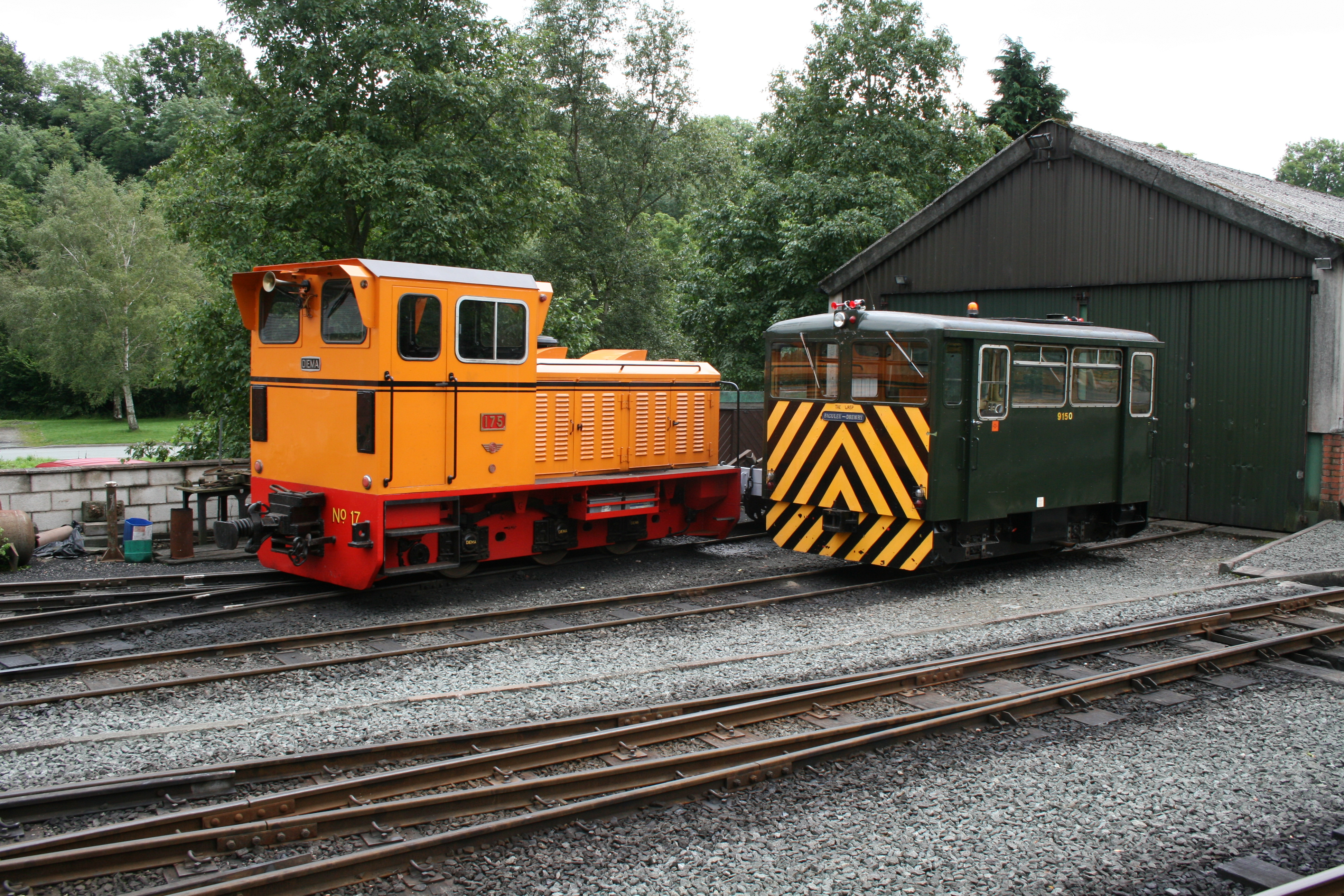
在英國威爾斯的德馬A型機車（175號）。
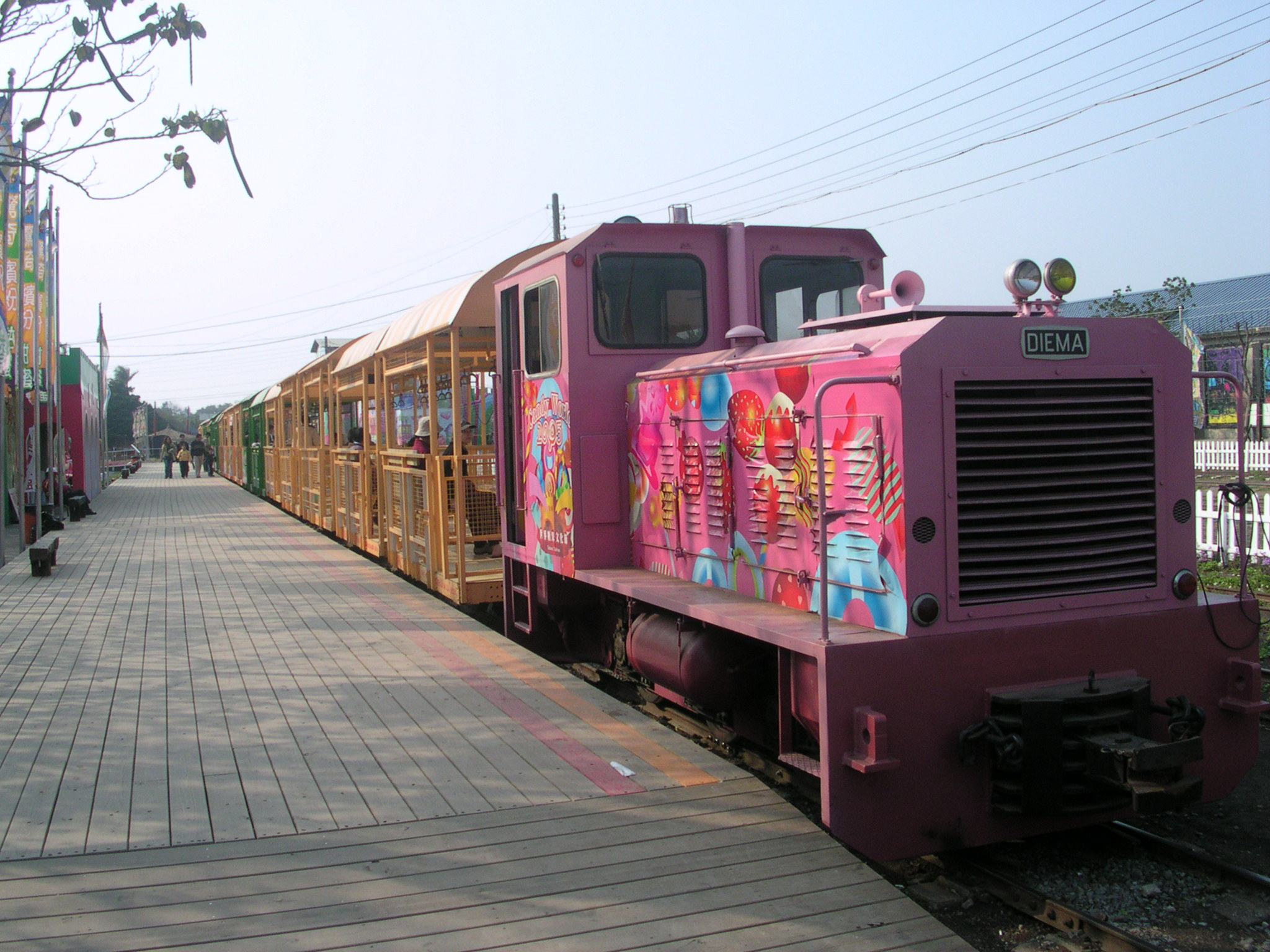
佳里糖廠的彩繪德馬B型機車。
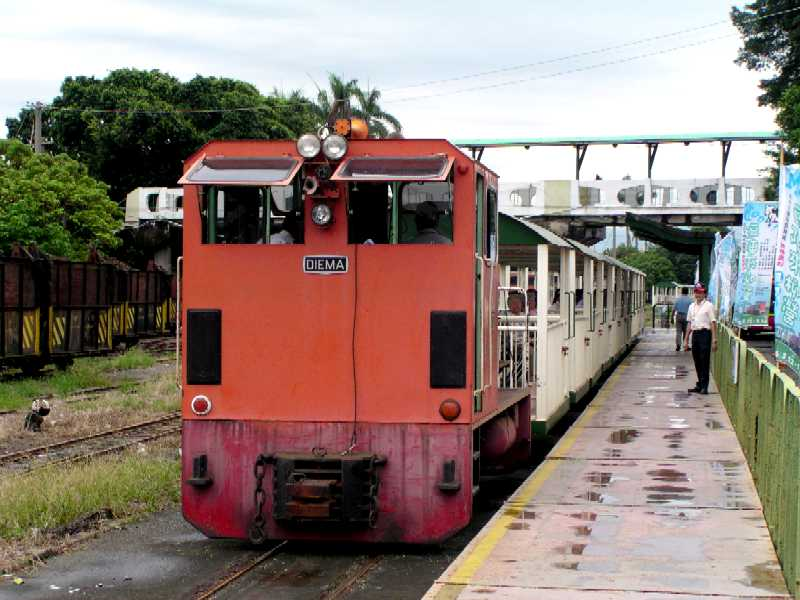
在新營糖廠牽引觀光列車的德馬B型機車。
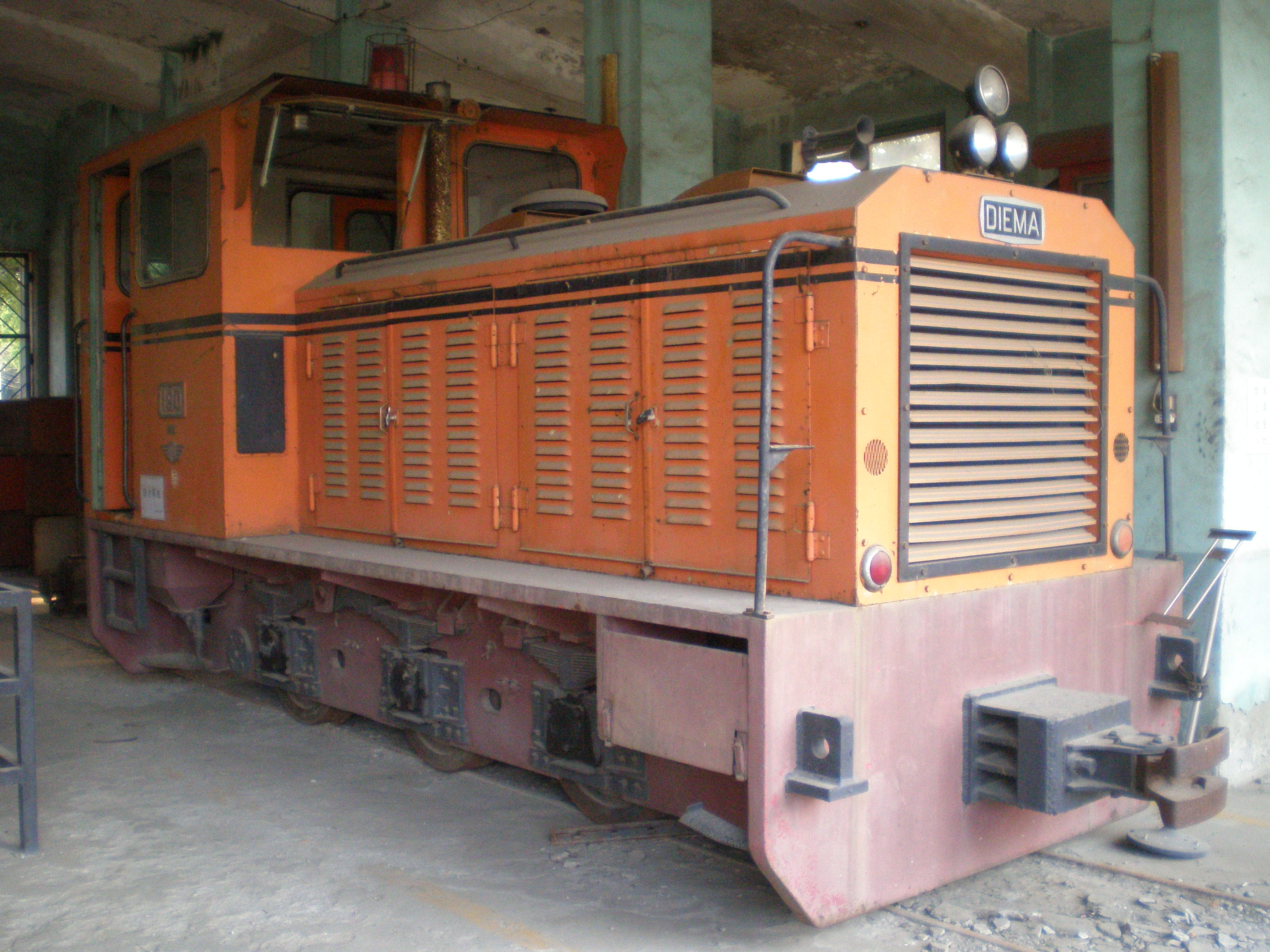
靜態展示於高雄糖廠的德馬A型機車。
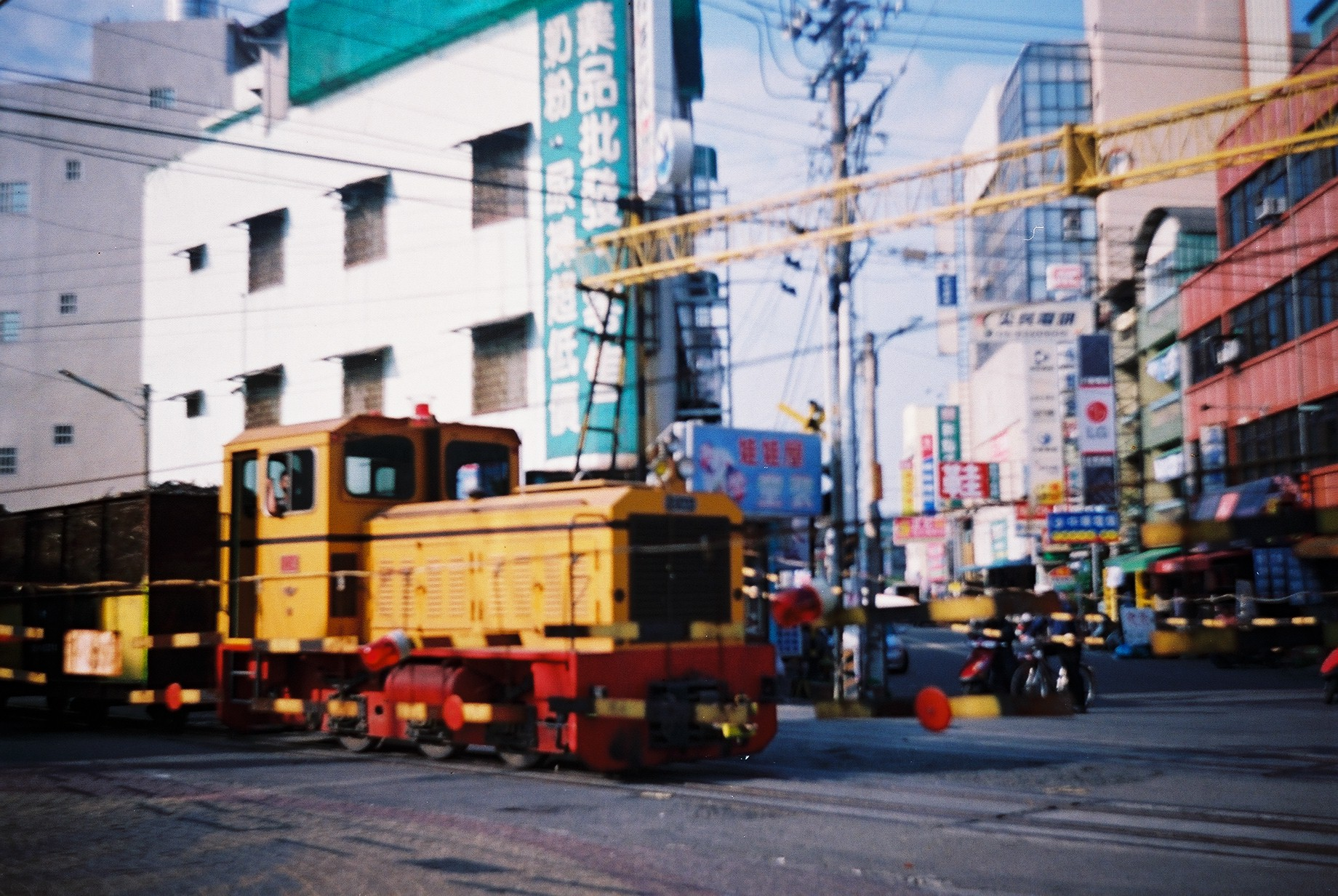
虎尾糖廠牽引原料列車的德馬B型機車。
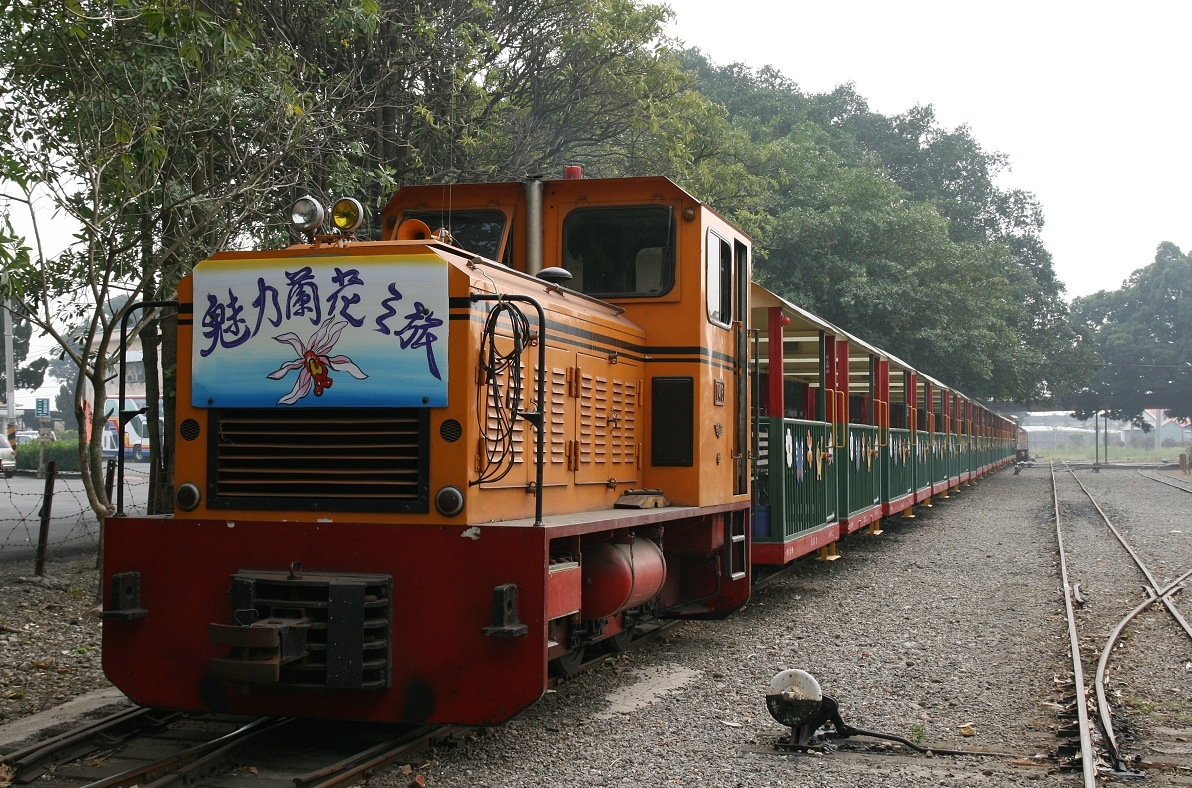
在烏樹林糖廠牽引觀光列車的德馬B型機車。
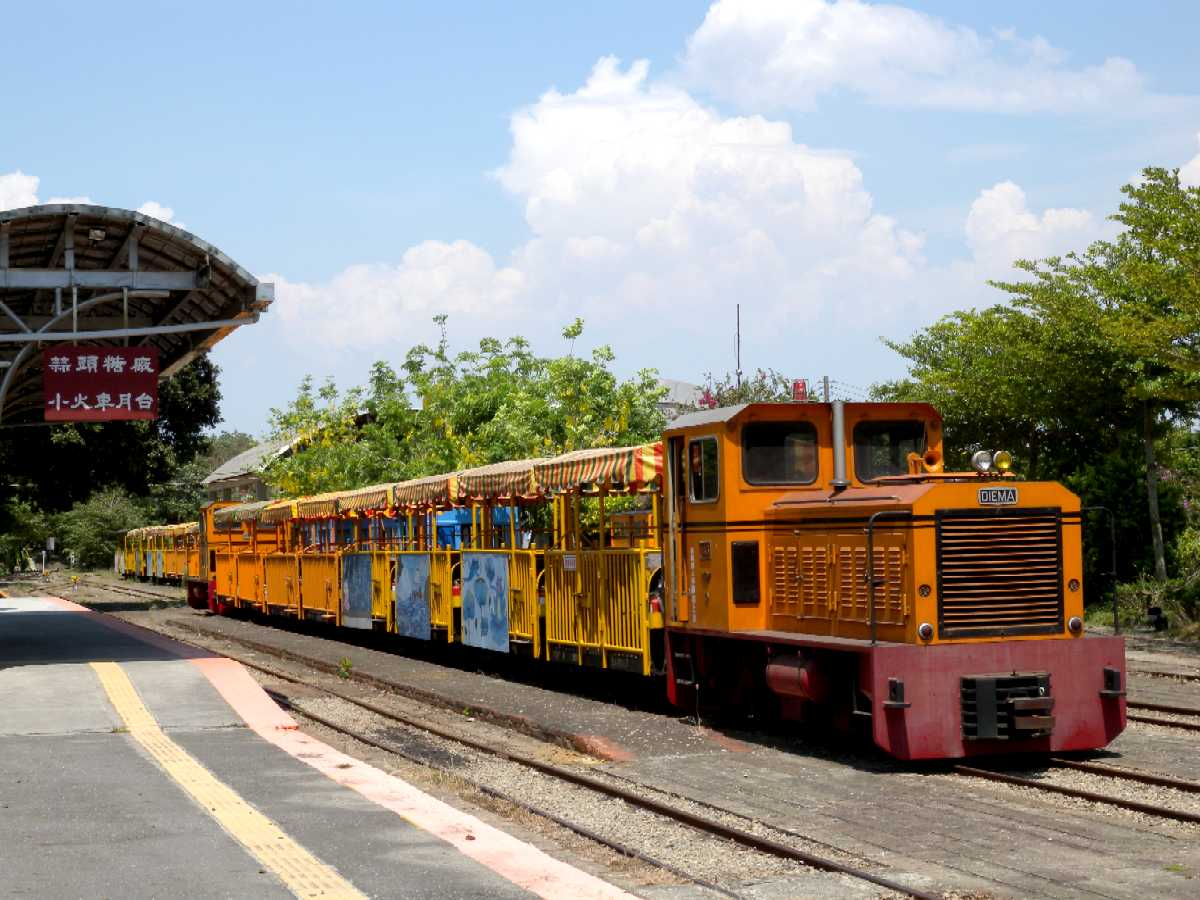
在蒜頭糖廠牽引觀光列車的德馬B型機車。
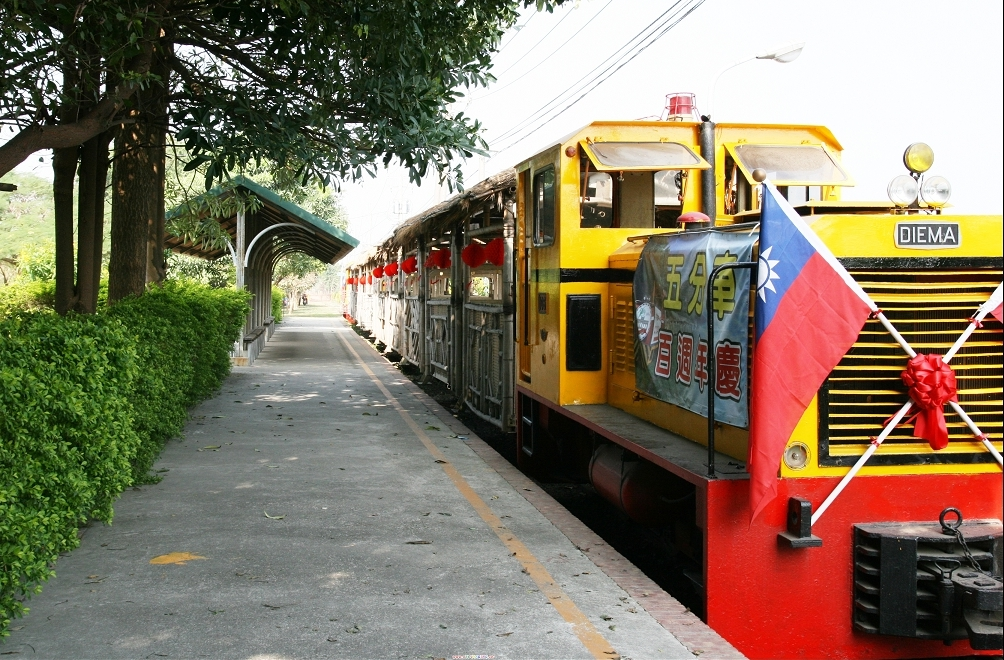
在高雄糖廠牽引觀光列車的德馬B型機車，停靠在台糖高雄花卉農園中心。

## 外部連結
- 臺糖鐵路內燃機車分布地點，街貓的鐵道網站
- Private Webseite über DIEMA-Feldbahnlokomotiven （页面存档备份，存于）
- Diepholzer Maschinenfabrik Fritz Schöttler GmbH DIEMA, Diepholz （页面存档备份，存于）
- Release date 19th April 2004 New Locomotive Arrives at Llanfair